# Flecha Valona 1950
La Flecha Valona 1950 se disputó el 1 de mayo de 1950, y supuso la edición número 14 de la carrera. El ganador fue el italiano Fausto Coppi. Los belgas Raymond Impanis y Jan Storms fueron segundo y tercero respectivamente. 

## Clasificación final
| Pos. | Ciclista           | Equipo             | Tiempo   |
| ---- | ------------------ | ------------------ | -------- |
| 1    | Fausto Coppi       | Bianchi            | 6h24'40" |
| 2    | Raymond Impanis    | Alcyon-Dunlop      | a 5'05"  |
| 3    | Jan Storms         | Terrot             | s.t.     |
| 4    | Marcel De Mulder   | Alcyon-Dunlop      | s.t.     |
| 5    | Maurice Blomme     | Bertin             | s.t.     |
| 6    | René Walschot      | Dilecta            | s.t.     |
| 7    | Lionel Vanbrabandt | Mercier-Hutchinson | s.t.     |
| 8    | Jozef Verhaert     | Mercier-Hutchinson | s.t.     |
| 9    | Eduard van Ende    | Peugeot            | s.t.     |
| 10   | Jean Breuer        | Automoto           | s.t.     |